# Haematopota pulchella
Haematopota pulchella är en tvåvingeart som beskrevs av Edwards 1916. Haematopota pulchella ingår i släktet Haematopota och familjen bromsar.
Artens utbredningsområde är Malawi. Inga underarter finns listade i Catalogue of Life.